# Grande Prêmio da Espanha de 2009
Resultados do Grande Prêmio da Espanha de Fórmula 1 realizado em Barcelona em 10 de maio de 2009. Quinta etapa do campeonato, foi vencido pelo britânico Jenson Button, que subiu ao pódio junto a Rubens Barrichello numa dobradinha da Brawn-Mercedes, com Mark Webber em terceiro pela Red Bull-Renault.

## Resumo
- Última volta mais rápida na carreira de Rubens Barrichello.
- Sexta pole position e quinta vitória na carreira de Jenson Button.[3]
- Primeiros pontos de Felipe Massa na temporada.

## Classificação da prova

### Treinos classificatórios
Carros com KERS estão marcados com "‡"
| Pos.   | Nº | Piloto               | Equipe               | Q1       | Q2       | Q3       | Grid |
| ------ | -- | -------------------- | -------------------- | -------- | -------- | -------- | ---- |
| 1      | 22 | Jenson Button        | Brawn-Mercedes       | 1:20.707 | 1:20.192 | 1:20.527 | 1    |
| 2      | 15 | Sebastian Vettel     | Red Bull-Renault     | 1:20.715 | 1:20.220 | 1:20.660 | 2    |
| 3      | 23 | Rubens Barrichello   | Brawn-Mercedes       | 1:20.808 | 1:19.954 | 1:20.762 | 3    |
| 4      | 3‡ | Felipe Massa         | Ferrari              | 1:20.484 | 1:20.149 | 1:20.934 | 4    |
| 5      | 14 | Mark Webber          | Red Bull-Renault     | 1:20.689 | 1:20.007 | 1:21.049 | 5    |
| 6      | 10 | Timo Glock           | Toyota               | 1:20.877 | 1:20.107 | 1:21.247 | 6    |
| 7      | 9  | Jarno Trulli         | Toyota               | 1:21.189 | 1:20.420 | 1:21.254 | 7    |
| 8      | 7‡ | Fernando Alonso      | Renault              | 1:21.186 | 1:20.509 | 1:21.392 | 8    |
| 9      | 16 | Nico Rosberg         | Williams-Toyota      | 1:20.745 | 1:20.256 | 1:22.558 | 9    |
| 10     | 5  | Robert Kubica        | BMW Sauber           | 1:20.931 | 1:20.408 | 1:22.685 | 10   |
| 11     | 17 | Kazuki Nakajima      | Williams-Toyota      | 1:20.818 | 1:20.531 |          | 11   |
| 12     | 8  | Nelson Piquet Jr.    | Renault              | 1:21.128 | 1:20.604 |          | 12   |
| 13     | 6  | Nick Heidfeld        | BMW Sauber           | 1:21.095 | 1:20.676 |          | 13   |
| 14     | 1‡ | Lewis Hamilton       | McLaren-Mercedes     | 1:20.991 | 1:20.805 |          | 14   |
| 15     | 12 | Sébastien Buemi      | Toro Rosso-Ferrari   | 1:21.033 | 1:21.067 |          | 15   |
| 16     | 4‡ | Kimi Räikkönen       | Ferrari              | 1:21.291 |          |          | 16   |
| 17     | 11 | Sébastien Bourdais   | Toro Rosso-Ferrari   | 1:21.300 |          |          | 17   |
| 18     | 2‡ | Heikki Kovalainen    | McLaren-Mercedes     | 1:21.675 |          |          | 18   |
| 19     | 20 | Adrian Sutil         | Force India-Mercedes | 1:21.742 |          |          | 19   |
| 20     | 21 | Giancarlo Fisichella | Force India-Mercedes | 1:22.204 |          |          | 20   |
| Fonte: |    |                      |                      |          |          |          |      |

### Corrida
| Pos.   | Nº | Piloto               | Construtor           | Voltas | Tempo/Diferença | Grid | Pontos |
| ------ | -- | -------------------- | -------------------- | ------ | --------------- | ---- | ------ |
| 1      | 22 | Jenson Button        | Brawn-Mercedes       | 66     | 1:37:19.202     | 1    | 10     |
| 2      | 23 | Rubens Barrichello   | Brawn-Mercedes       | 66     | + 13.056        | 3    | 8      |
| 3      | 14 | Mark Webber          | Red Bull-Renault     | 66     | + 13.924        | 5    | 6      |
| 4      | 15 | Sebastian Vettel     | Red Bull-Renault     | 66     | + 18.941        | 2    | 5      |
| 5      | 7‡ | Fernando Alonso      | Renault              | 66     | + 43.166        | 8    | 4      |
| 6      | 3‡ | Felipe Massa         | Ferrari              | 66     | + 50.827        | 4    | 3      |
| 7      | 6  | Nick Heidfeld        | BMW Sauber           | 66     | + 52.312        | 13   | 2      |
| 8      | 16 | Nico Rosberg         | Williams-Toyota      | 66     | + 1:05.211      | 9    | 1      |
| 9      | 1‡ | Lewis Hamilton       | McLaren-Mercedes     | 65     | + 1 volta       | 14   |        |
| 10     | 10 | Timo Glock           | Toyota               | 65     | + 1 volta       | 6    |        |
| 11     | 5  | Robert Kubica        | BMW Sauber           | 65     | + 1 volta       | 10   |        |
| 12     | 8  | Nelson Piquet Jr.    | Renault              | 65     | + 1 volta       | 12   |        |
| 13     | 17 | Kazuki Nakajima      | Williams-Toyota      | 65     | + 1 volta       | 11   |        |
| 14     | 21 | Giancarlo Fisichella | Force India-Mercedes | 65     | + 1 volta       | 20   |        |
| Ret    | 4‡ | Kimi Räikkönen       | Ferrari              | 17     | Pane hidráulica | 16   |        |
| Ret    | 2‡ | Heikki Kovalainen    | McLaren-Mercedes     | 7      | Câmbio          | 18   |        |
| Ret    | 9  | Jarno Trulli         | Toyota               | 0      | Colisão         | 7    |        |
| Ret    | 12 | Sébastien Buemi      | Toro Rosso-Ferrari   | 0      | Colisão         | 15   |        |
| Ret    | 11 | Sébastien Bourdais   | Toro Rosso-Ferrari   | 0      | Colisão         | 17   |        |
| Ret    | 20 | Adrian Sutil         | Force India-Mercedes | 0      | Colisão         | 19   |        |
| Fonte: |    |                      |                      |        |                 |      |        |

## Tabela do campeonato após a corrida
| Pos.   | Piloto             | Pontos |
| ------ | ------------------ | ------ |
| 1      | Jenson Button      | 41     |
| 2      | Rubens Barrichello | 27     |
| 3      | Sebastian Vettel   | 23     |
| 4      | Mark Webber        | 15,5   |
| 5      | Jarno Trulli       | 14,5   |
| Fonte: |                    |        |

| Pos.   | Construtor       | Pontos |
| ------ | ---------------- | ------ |
| 1      | Brawn-Mercedes   | 68     |
| 2      | Red Bull-Renault | 38,5   |
| 3      | Toyota           | 26,5   |
| 4      | McLaren-Mercedes | 13     |
| 5      | Renault          | 9      |
| Fonte: |                  |        |

- Nota: Somente as primeiras cinco posições estão listadas.